# 仲村美涼
仲村 美涼（なかむら みすず、1993年7月22日 - ）は、琉球放送のアナウンサー。

## 来歴
沖縄県那覇市出身。那覇市立安岡中学校、沖縄県立首里高等学校、琉球大学法文学部卒業。高校在学中には、全国高等学校文芸コンクール第25回俳句部門で優良賞を受賞した。
大学を卒業後、2016年に琉球放送に入社。2022年1月3日のアップ!!番組中に、大学時代に知り合った奈良県の一般人男性と遠距離恋愛の後、2021年12月31日に入籍したことを発表した。

## 担当番組

### ラジオ番組
【現在】
- アップ!! - 月曜メインMC
- 多良川おもしろ文化講座 - 8代目アシスタント[3]
- 2次元SWAMP（月1回出演）
- RBCニュース

【過去】
- シャキッとi - ラジオカーリポーター[2]
- 漢那邦洋のスポーツフォーカル - 金曜パーソナリティ
- ジ・アナウンサーズ 特命全権アナβ
- 歌のない歌謡曲 - 月～水担当
- 地方創生プログラム ONE-J - (2022年4月10日) 共立リゾート presents 新たな発見を綴る 旅ノオト沖縄特集の旅シェルジュ[4][5][6]

### テレビ番組
【現在】
- RBC NEWS Link - 金曜キャスター担当
- RBC NEWS Link FLASH
- JNNニュース

【過去】
- Aランチ
- RBCフラッシュニュース[2]

## 受賞歴
- JRN加盟局35局、JRN非加盟局4局の平日AM6時台からAM7時台の15分間に放送されているラジオ番組『歌のない歌謡曲』の、大阪で行われたコンクールで2019年度に銀賞を受賞した。